# 施皮克奥格
施皮克奥格（德語：Spiekeroog，發音：[ˈʃpiːkɐˌʔoːk] ⓘ；又译施皮克罗格）是德国下萨克森州维特蒙德县的市镇，下辖同名海岛，面积18.25平方千米，2023年12月31日人口为858人。